# Cyprichromis
Рід налічує 5 видів риб родини цихлові.

## Види
- Cyprichromis coloratus Takahashi & Hori 2006
- Cyprichromis leptosoma (Boulenger 1898)
- Cyprichromis microlepidotus (Poll 1956)
- Cyprichromis pavo Büscher 1994
- Cyprichromis zonatus Takahashi, Hori & Nakaya 2002

## Переглянуті (старі) назви
- Cyprichromis brieni див. Paracyprichromis brieni (Poll 1981)